# 10月17日
10月17日（じゅうがつじゅうしちにち）は、グレゴリオ暦で年始から290日目（閏年では291日目）にあたり、年末まであと75日ある。

## できごと

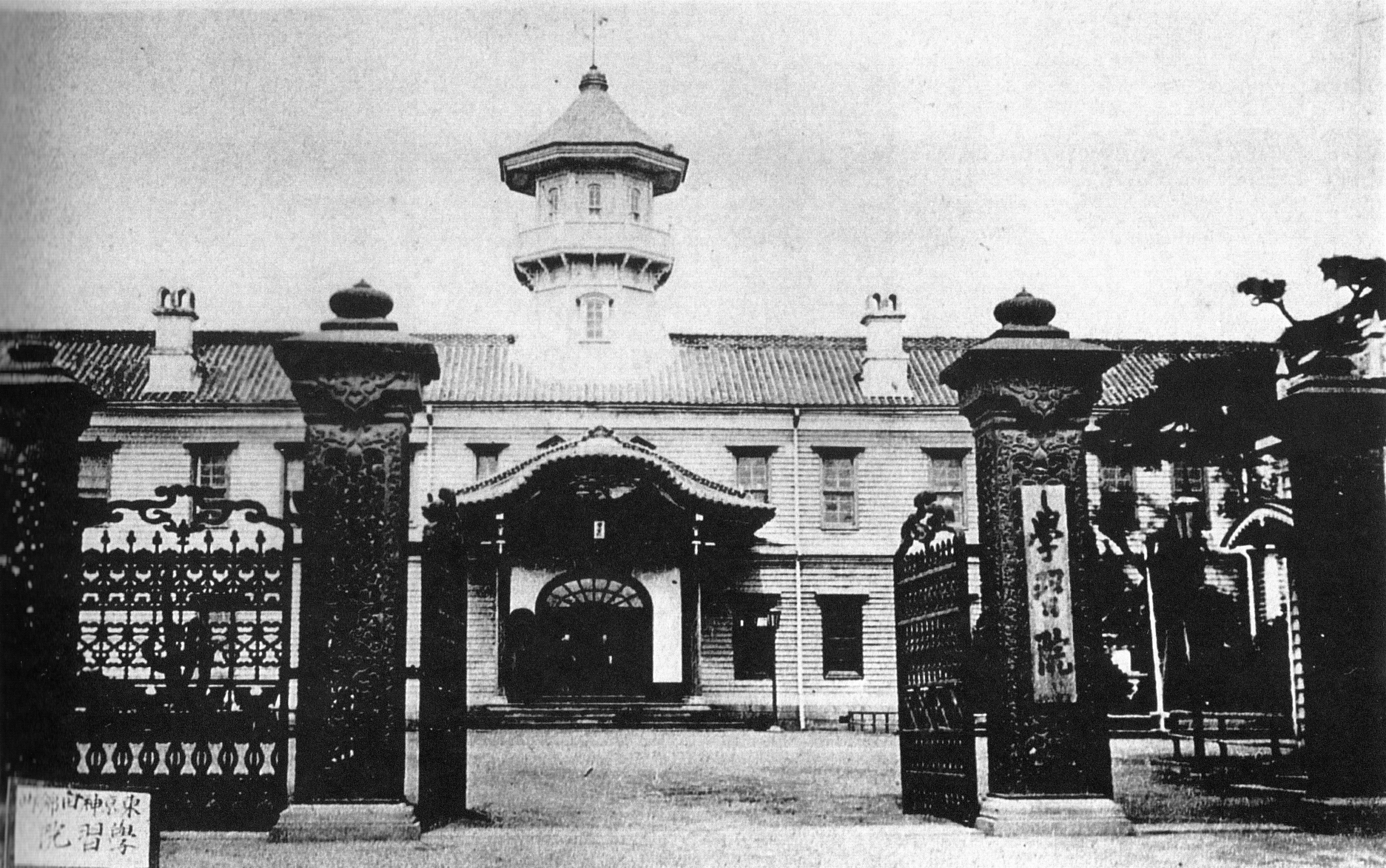
学習院創立(1877)。

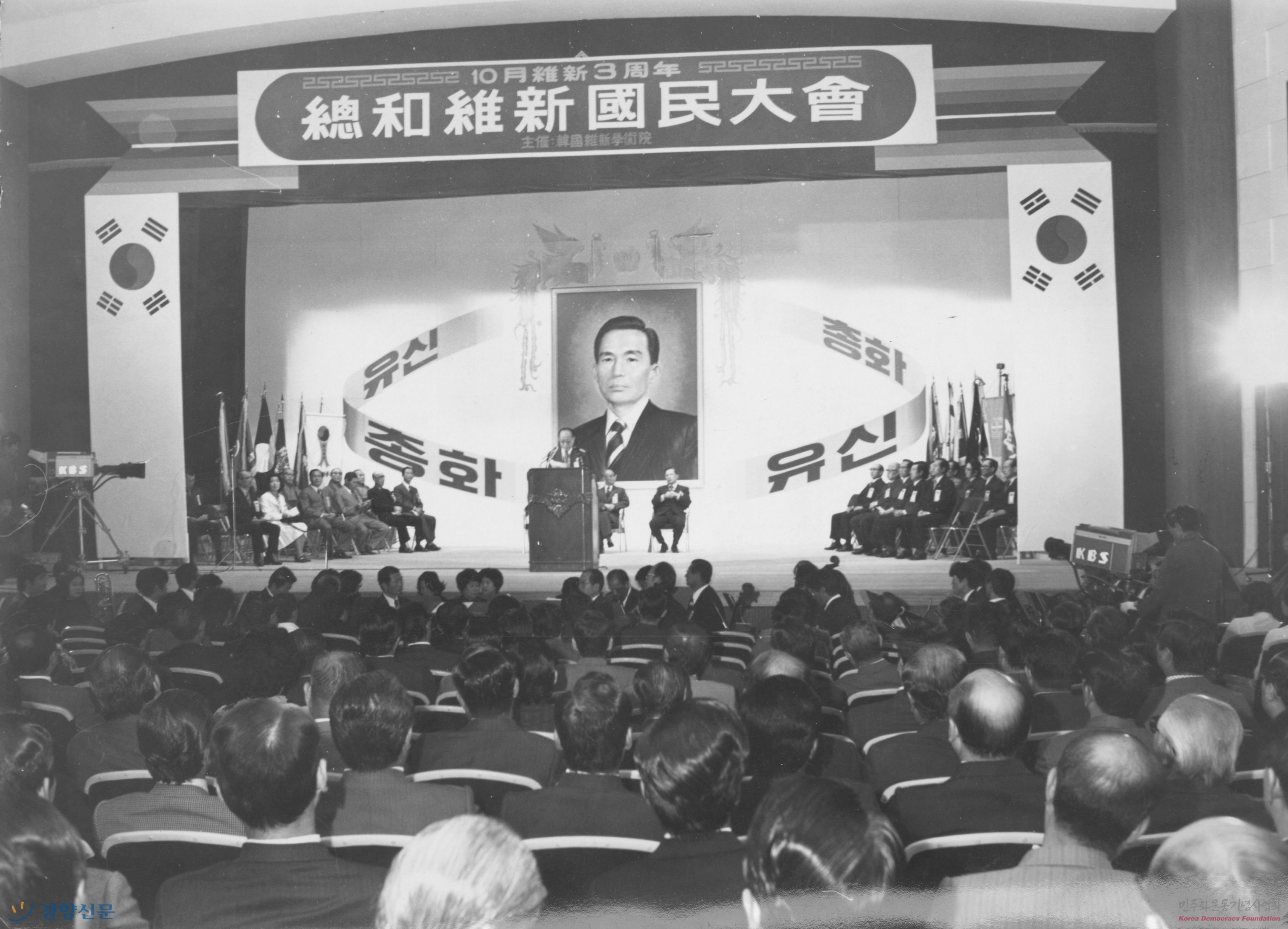
十月維新(1972)。

第1次オイルショック(1973)。高度経済成長終焉の引き金となる。

- 1346年 - ネヴィルズ・クロスの戦い。第二次スコットランド独立戦争および百年戦争の一端で、スコットランド国王デイヴィッド2世がラルフ・ネヴィル (バロン男爵2世)（英語版）指揮するイギリス軍に敗れ、捕えられる。
- 1597年（慶長2年9月7日）- 慶長の役・稷山の戦い:黒田長政が明軍を撃退する。
- 1610年 - フランス王ルイ13世の戴冠式がランス大聖堂で行われる。
- 1695年（元禄8年9月10日）- 元禄小判の流通はじまる。
- 1771年 - 15歳のモーツァルトが作曲した歌劇『アルバのアスカーニョ（英語版）』が初演。
- 1777年 - アメリカ独立戦争・サラトガの戦いで英軍のジョン・バーゴイン将軍がホレイショ・ゲイツ将軍に降伏。
- 1797年 - ナポレオン・ボナパルトとオーストリア代表がフランス革命戦争の講和条約の1つカンポ・フォルミオ条約に調印。
- 1806年 - ハイチの独立運動指導者ジャン＝ジャック・デサリーヌ（ハイチ皇帝ジャック1世）が暗殺される。
- 1814年 - ロンドンビール洪水。ロンドンのビール醸造所でビールの入った大樽が爆発。溢れたビールが連鎖的に別の大樽を次々と破壊し、ビールが洪水の様に流出。8人が死亡した[1][2]。
- 1859年 - ジェームス・カーティス・ヘボンが横浜到着。日本の教育に大きな足跡を残す。
- 1860年 - 第1回全英オープンゴルフがスコットランドのプレストウィックゴルフクラブで開催。8人のプロが参加し、12ホールのコースを1日で3ラウンドプレーした[3]。
- 1877年 - 東京・神田に華族の教育機関・華族学校が開校。明治天皇により学習院と名付けられる。
- 1887年 - フランスがアンナン・トンキン保護国、コーチシナ植民地、カンボジア保護国を統括するインドシナ総督を設置、インドシナ連邦が成立。
- 1887年 - 英国人技師ヘンリー・スペンサー・パーマーの指導のもと日本初の近代上水道を整備した横浜市が給水を開始[4]。
- 1905年 - 津田梅子らが日本基督教女子青年会 (YWCA) を創立。
- 1907年 - グリエルモ・マルコーニがカナダノバ・スコシア州グレスベイとアイルランドクリフデン間を結ぶ世界初の商用無線通信サービスを開始。
- 1912年 - 第一次バルカン戦争: 8日のモンテネグロに続きバルカン同盟のブルガリア・ギリシャ・セルビアがオスマン帝国に宣戦布告。
- 1919年 - マドリード地下鉄がCuatro Caminos駅とSol駅間をつなぐ8駅、総延長4kmで開業[5]。
- 1931年 - 十月事件。 橋本欣五郎中佐を中心にした桜会による軍事クーデター計画が未然に発覚し、関係者が一斉に逮捕される[6]。
- 1933年 - アルベルト・アインシュタインがナチスから逃れるためアメリカ合衆国へ移住[7]。
- 1943年 - タイとビルマを結ぶ泰緬鉄道が完成。
- 1945年 - アルゼンチンでエドゥアルド・アバロス将軍による軍事クーデターによりフアン・ペロン副大統領が一時拘束される。多数のペロン支持者がプラサ・デ・マヨ（英語版）に集結してペロンの釈放を求め、クーデター失敗。
- 1950年 - 早稲田大学事件。 レッド・パージ反対運動をする学生に対し、大学が警官の出動を要請。学生と警官が衝突し多数の負傷者・検挙者を出す。
- 1956年 - イギリスで西側における初の商用原子力発電所コールダーホール原子力発電所が運転開始。2003年3月に運転を終了し、2007年9月29日に冷却塔が爆破解体された[8]。
- 1962年 - 北海道乙部町で函館バスが土砂崩れに巻き込まれて海へ転落（豊浜山津波）。死者・行方不明者14名、重軽傷14名[9][10]。
- 1963年 - 村上国治の懲役刑が確定[11]。
- 1966年 - ボツワナとレソトが国際連合に加盟[12]。
- 1968年 - 川端康成に日本人初のノーベル文学賞が贈られることが決定する[13]。
- 1972年 - 韓国の朴正煕大統領が、非常戒厳と共に国会を解散し、政治活動を禁じる非常措置を宣言する。9日後の10月26日に「10月維新」と名付けられる[14]。
- 1988年 - オリエント・エクスプレス '88: オリエント急行が広島駅から日本での営業運行を開始。その後北海道から九州、四国まで日本各地を走行し、同年12月25日の東京・上野駅到着をもって営業運行を終了[15]。
- 1989年 - アメリカ・カルフォルニア州でM7.1規模のロマ・プリータ地震が発生。震源から100kmほど離れたサンフランシスコ市内でも、橋が崩落するなど甚大な被害が発生[16]。
- 1990年 - 世界最大規模の映画情報サイトThe Internet Movie Database (IMDb)が開設される。
- 1992年 - アメリカ・ルイジアナ州で日本人留学生射殺事件[17]。
- 1994年 - 日本で規制によって各銀行で横並びだった普通預金など流動性預金の金利が自由化される[18]。
- 2004年 - 栃木県の物流会社に5人組の強盗が押し入り、現金約5億4250万円が強奪される。（栃木5億円強奪事件）
- 2005年 - 千葉ロッテマリーンズがプレーオフで福岡ソフトバンクホークスに勝利し、31年ぶりのリーグ優勝を果たす[19]。
- 2007年 - ダライ・ラマ14世に議会名誉黄金勲章が授与される[20]。
- 2010年 - アパパネが第15回秋華賞を勝ち、スティルインラブ以来7年ぶり、日本競馬史上3頭目の牝馬三冠を達成[21]。

## 誕生日
| 大多数の願望を満足させるただ一つの手段は、最も重要な産業者たちに公共財産の指揮をゆだねることです。なぜなら、最も重要な産業者たちは平安の維持に最も関心を抱いているからです。――『産業者の教理問答』(1823-24) |

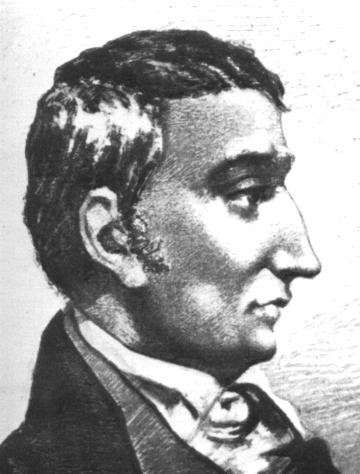
フランスの社会主義思想家、アンリ・ド・サン＝シモン(1760-1825)誕生。

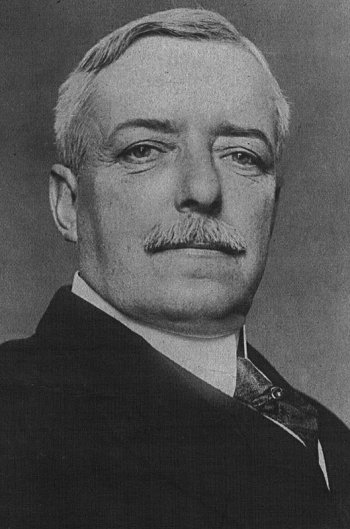
石井・ランシング協定で知られるアメリカ合衆国国務長官、ロバート・ランシング(1864-1928)誕生。

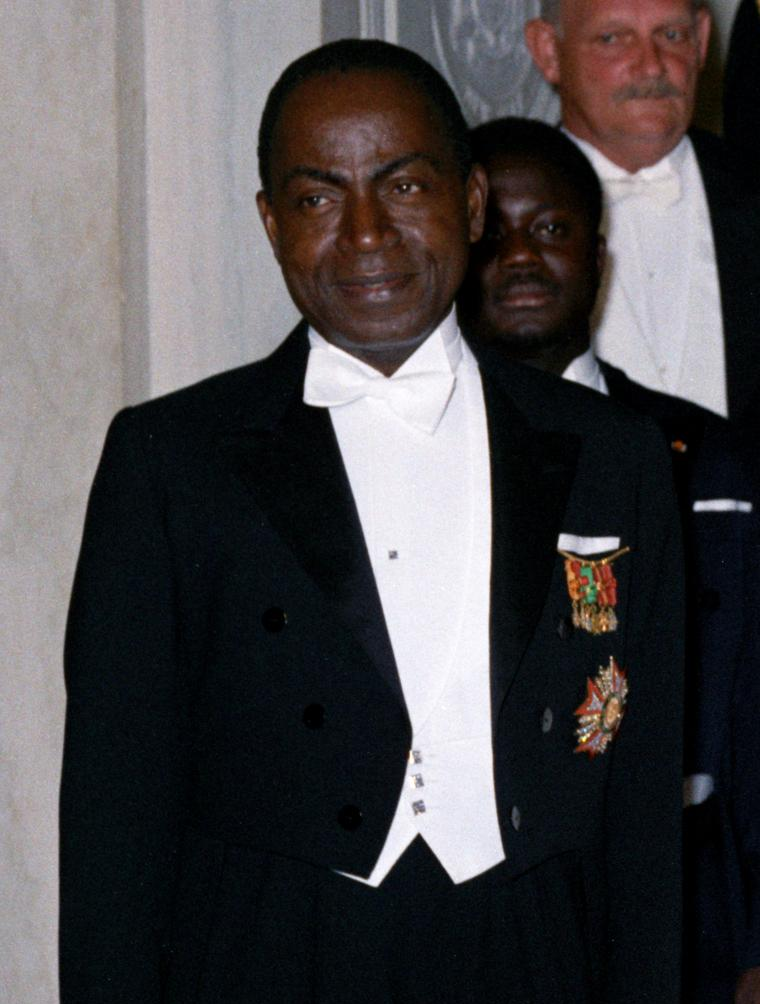
コートジボワール初代大統領、フェリックス・ウフェ＝ボワニ(1905-1993)誕生。カカオ産業推進で繁栄したが、後に失速した。

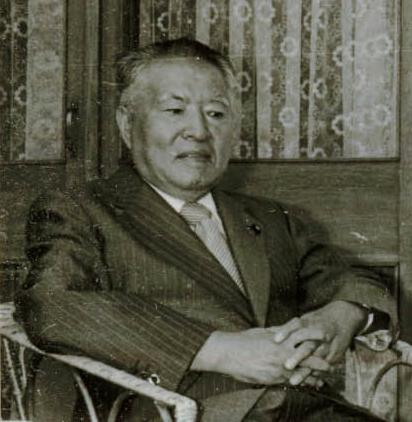
日本共産党委員長、宮本顕治(1908-2007)誕生。書記長時代から24年間代表を務めた。

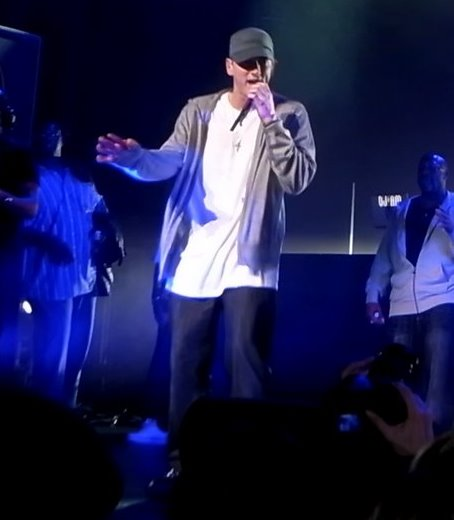
ヒップホップミュージシャン、EMINEM(1972-)誕生。

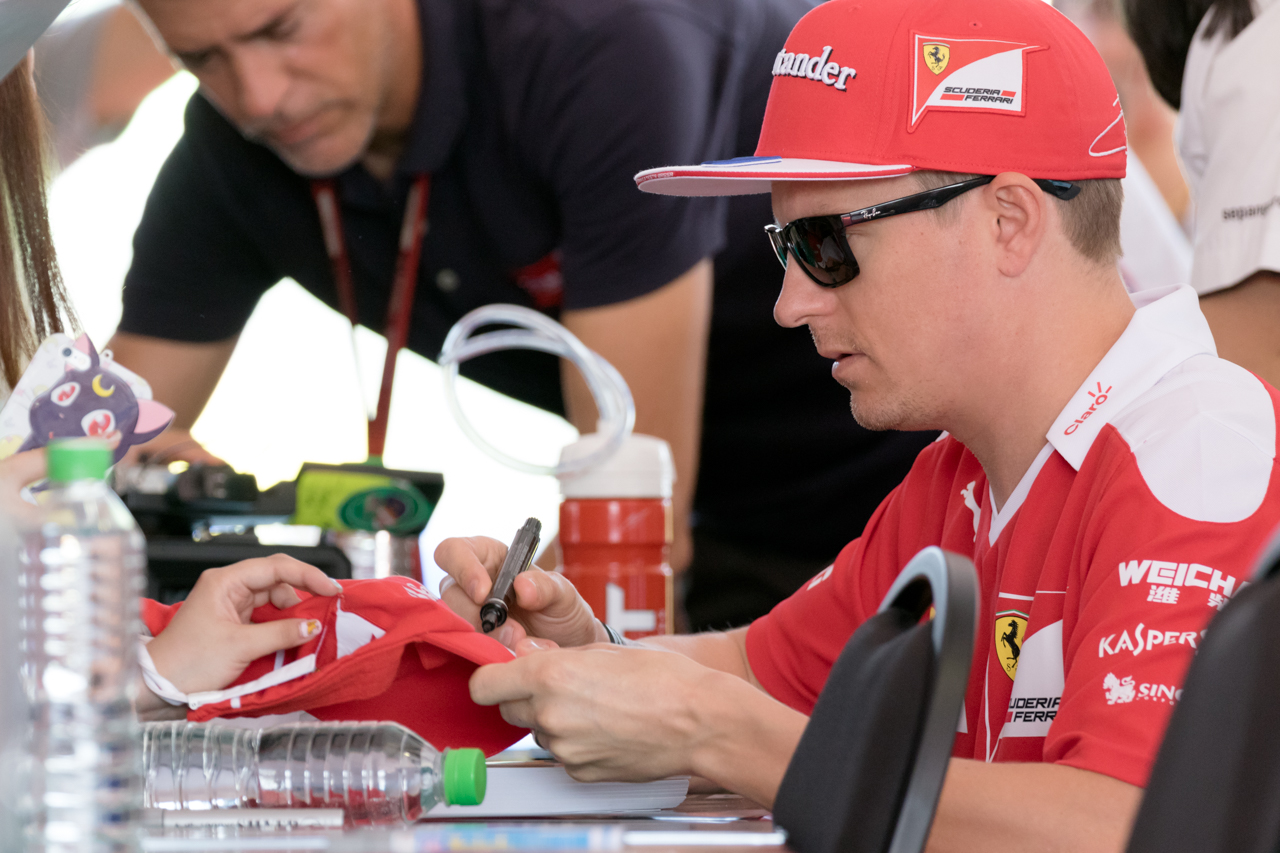
フィンランドのF1レーサー、キミ・ライコネン(1979-)誕生。

- 1760年 - アンリ・ド・サン＝シモン、社会主義思想家（+ 1825年）
- 1813年 - ゲオルク・ビューヒナー、革命家、作家、科学者（+ 1837年）
- 1820年 - エドゥアール・ロシュ、天文学者（+ 1883年）
- 1854年 - カール・カウツキー、マルクス主義者（+ 1938年）
- 1859年 - バック・ユーイング、プロ野球選手（+ 1906年）
- 1864年 - ロバート・ランシング、政治家、アメリカ合衆国国務長官（+ 1928年）
- 1877年 - 福井直秋、作曲家、作詞家（+ 1963年）
- 1880年 - ゼエヴ・ジャボチンスキー、シオニスト（+ 1940年）
- 1882年 - ルシアン・プティブルトン、自転車選手（+ 1917年）
- 1883年 - A・S・ニイル、教育家（+ 1973年）
- 1888年 - 中村貫之、銀行家、華族（+ 1983年）
- 1888年 - 沢田廉三、外交官（+ 1970年）
- 1888年 - 鈴鹿栄、軟式ボールの発明家、野球殿堂（+ 1957年）
- 1891年 - 山崎保代、軍人、陸軍中将（+ 1943年）
- 1892年 - ハーバート・ハウエルズ、作曲家（+ 1983年）
- 1897年 - 橋本平八、彫刻家（+ 1935年）
- 1898年 - 鈴木鎮一[22]、ヴァイオリニスト、音楽教育家、スズキ・メソード創始者（+ 1998年）
- 1898年 - ロッテ・レーニャ、歌手、女優（+ 1981年）
- 1900年 - ジーン・アーサー、女優（+ 1991年）
- 1903年 - 立野信之、小説家（+ 1971年）
- 1904年 - 長谷健、小説家（+ 1957年）
- 1905年 - フェリックス・ウフェ＝ボワニ、政治家、コートジボワール初代大統領（+ 1993年）
- 1908年 - 宮本顕治、日本共産党委員長（+ 2007年）
- 1908年 - 尾本信平、実業家、元三井金属（現三井金属鉱業）社長（+ 1999年）
- 1909年 - 川島武宜、法学者（+ 1992年）
- 1909年 - ノルベルト・ボッビオ、哲学者（+ 2004年）
- 1910年 - 村上菊一郎、フランス文学者、翻訳家、早稲田大学名誉教授（+ 1982年）
- 1912年 - ヨハネ・パウロ1世、第262代ローマ教皇（+ 1978年）
- 1912年 - フィリベール・ツィラナナ、政治家、マダガスカル初代大統領（+ 1978年）
- 1915年 - アーサー・ミラー、劇作家（+ 2005年）
- 1915年 - 殿山泰司、俳優、エッセイスト（+ 1989年）
- 1918年 - リタ・ヘイワース、女優（+ 1987年）
- 1918年 - コンスタンディノス・ミツォタキス、政治家、ギリシャ首相（+ 2011年）
- 1919年 - 趙紫陽、元中国共産党総書記、国務院総理（+ 2005年）
- 1920年 - モンゴメリー・クリフト、俳優（+ 1966年）
- 1920年 - メリナ・メルクーリ、女優（+ 1994年）
- 1922年 - 藤綱亮三、実業家、元神戸新聞社社長（+ 1987年）
- 1922年 - 宮城海清人、元大相撲関取（+ 没年不詳）
- 1925年 - ラミズ・アリア、政治家、アルバニア初代大統領（+ 2011年）
- 1926年 - クラウス・キンスキー、俳優（+ 1991年）
- 1929年 - 千田一路、俳人（+ 2022年）
- 1932年 - 小浜元孝、元バスケットボール選手、指導者（+ 2017年）
- 1932年 - ヴィータウタス・ランズベルギス、政治家、リトアニア最高会議議長
- 1934年 - 三保敬太郎、作曲家、編曲家、ジャズピアニスト、レーシングドライバー、俳優、映画監督（+ 1986年）
- 1934年 - アラン・ガーナー、作家
- 1935年 - ピーター・ボイル、俳優（+ 2006年）
- 1935年 - 新井豊美、詩人（+ 2012年）
- 1936年 - 金森博雄、地震学者
- 1936年 - 柳川福三、プロ野球選手（+ 1994年）
- 1939年 - ビッグ錠、漫画家
- 1939年 - 岸田森、俳優（+ 1982年）
- 1940年 - 横田洋三、国際法学者、元人権教育啓発推進センター理事長（+ 2019年）
- 1943年 - 野間脩平、アナウンサー
- 1944年 - 町村信孝、元衆議院議長、元内閣官房長官（+ 2015年）
- 1944年 - 日下正勝、元プロ野球選手
- 1945年 - 林一夫、声優
- 1945年 - 大岩賞介、放送作家
- 1945年 - 大川宏、空手家
- 1946年 - 三枝浩樹、歌人
- 1946年 - 串田アキラ、歌手
- 1946年 - ヴィクトル・トレチャコフ、ヴァイオリニスト、指揮者
- 1946年 - ハワード・ショア、映画音楽作曲家
- 1947年 - 田島良保、元騎手、元調教師
- 1948年 - 生田敬太郎、シンガーソングライター
- 1949年 - 梅津和時、サックス奏者、ミュージシャン
- 1949年 - 加瀬和俊、水産経済学者（+ 2023年）
- 1950年 - オム・プリ、俳優（+ 2017年）
- 1951年 - 西橋昇、元騎手
- 1952年 - もたいまさこ、女優
- 1954年 - 益一哉、学者、東京工業大学学長
- 1954年 - ブラック・キャット、プロレスラー（+ 2006年）
- 1954年 - 高橋秀直、歴史学者（+ 2006年）
- 1955年 - 門あさ美、シンガーソングライター
- 1955年 - 赤松一朗、元プロ野球選手
- 1957年 - 前泊哲明、元プロ野球選手
- 1958年 - 喜国雅彦、漫画家
- 1958年 - 秋ひとみ、元アイドル歌手
- 1958年 - 山口忠良、元プロ野球選手
- 1958年 - 安田尚弘、元プロ野球選手
- 1960年 - 神代知衣、声優
- 1960年 - ロブ・マーシャル、映画監督
- 1960年 - クレイグ・メロー、生化学者
- 1961年 - 賀来千香子[23]、女優
- 1961年 - 吉田淳、俳優
- 1961年 - 植田尚樹、ギタリスト、作曲家
- 1961年 - ウィントン・マルサリス、ジャズトランペッター
- 1962年 - グレン・ブラッグス、元プロ野球選手
- 1963年 - ミスターちん、お笑いタレント（B21スペシャル）
- 1963年 - 石井宏、元プロ野球選手
- 1963年 - 小林慎二、元サッカー選手、指導者
- 1964年 - チャールズ・ストロス、SF作家
- 1965年 - 松田辰也、声優
- 1965年 - 板取政明、声優
- 1965年 - 谷村有美、シンガーソングライター
- 1966年 - 並木敏成、バスプロ
- 1966年 - 山本進、政治家、北海道上川郡東神楽町長
- 1967年 - 青山義典、俳優
- 1967年 - マーク・ジョンソン、元プロ野球選手
- 1968年 - 松藤好典、報道記者、元アナウンサー
- 1968年 - 小幡洋子、元歌手
- 1968年 - ワタナベイビー、ミュージシャン（ホフディラン）
- 1968年 - グラエム・ル・ソー、元サッカー選手
- 1968年 - ミヒャエル・シュティヒ、元テニス選手
- 1969年 - 岸利至、ミュージシャン
- 1969年 - 渋井哲也、ジャーナリスト
- 1969年 - 高田英子、アナウンサー
- 1969年 - アーニー・エルス、ゴルファー
- 1970年 - 三原ミツカズ[24]、漫画家
- 1971年 - 小久保智、調教師
- 1972年 - 猫背椿、女優
- 1972年 - JIRO、ミュージシャン（GLAY）
- 1972年 - 高橋由太、小説家
- 1972年 - 武蔵、格闘家
- 1972年 - 藤田宗一、元プロ野球選手
- 1972年 - エミネム、ヒップホップミュージシャン
- 1974年 - ロビー・サヴェージ、サッカー選手
- 1974年 - マシュー・マクファディン、俳優
- 1974年 - 宮内亜弥子、フリーアナウンサー
- 1974年 - 近藤重勝、元陸上競技選手
- 1975年 - 上田万由子、アナウンサー
- 1975年 - 鈴木宏和、生物工学者
- 1975年 - ヘクター・アルモンテ、元プロ野球選手
- 1976年 - 亀山達矢、イラストレーター（tupera tupera）
- 1976年 - 井上怜奈、元フィギュアスケート選手
- 1977年 - 桜井映里、女優
- 1977年 - 平山広行、俳優
- 1977年 - 福井信介、声優
- 1977年 - 樺山三英、小説家、SF作家
- 1977年 - 安藤幸代、アナウンサー
- 1977年 - アンドレ・ヴィラス・ボアス、サッカー指導者
- 1977年 - ライアン・ネルセン、元サッカー選手
- 1977年 - ポール・スタルテリ、元サッカー選手
- 1978年 - 黒沢かずこ、お笑いタレント（森三中）
- 1978年 - 福良徹、元プロ野球選手
- 1979年 - 西興一朗、俳優
- 1979年 - 七生奈央、グラビアアイドル
- 1979年 - 四ヶ所麻美、元プロボクサー
- 1979年 - キミ・ライコネン、F1レーサー
- 1980年 - 児玉美保、アナウンサー
- 1980年 - エカテリーナ・ガモワ、バレーボール選手
- 1981年 - 今井翼、俳優、タレント（元タッキー&翼）
- 1981年 - 鈴木由路、ハングライダー競技選手
- 1981年 - 廣瀬俊朗、元ラグビー選手
- 1983年 - 橋本絵莉子[25]、ミュージシャン（元チャットモンチー）
- 1983年 - 三浦力、元俳優
- 1983年 - 宮下純一、元水泳選手、タレント
- 1983年 - 松下年宏、元サッカー選手
- 1983年 - ミリツァ・ブロゾヴィチ、フィギュアスケート選手
- 1983年 - ミッチ・タルボット、プロ野球選手
- 1983年 - イヴァン・サエンコ、元サッカー選手
- 1983年 - フェリシティ・ジョーンズ、女優、モデル
- 1984年 - 臼田あさ美、女優、タレント
- 1984年 - 石井輝明、お笑いタレント（コマンダンテ）
- 1985年 - 橋本一郎、俳優
- 1985年 - 橋本みのり、ラジオパーソナリティ
- 1985年 - 柳楽智和、元サッカー選手
- 1985年 - ロナルド・ラミレス、プロ野球選手
- 1985年 - カルロス・ゴンザレス、元プロ野球選手
- 1986年 - 露の眞、上方噺家
- 1986年 - 定岡卓摩、元プロ野球選手
- 1986年 - 吉岡興志、元プロ野球選手
- 1986年 - 平木良樹、元サッカー選手
- 1986年 - ヤニック・ポンセロ、フィギュアスケート選手
- 1987年 - 高橋秀人、サッカー選手
- 1987年 - フレジャ・ベハ、ファッションモデル
- 1987年 - 小金翔、総合格闘家
- 1988年 - 大島優子、女優、元アイドル（元AKB48）
- 1988年 - 松坂桃李、モデル、俳優
- 1988年 - ステフェン・ロメロ、プロ野球選手
- 1988年 - 相羽あいな、声優
- 1988年 - 稲橋良太、元ラグビー選手
- 1989年 - 柄本時生、俳優
- 1989年 - 八木勇樹、元陸上選手
- 1990年 - 林光哲、俳優、モデル
- 1990年 - 岡山外潤、タレント、歌手（Fis block）
- 1990年 - 田村侑久、タレント、アイドル（BOYS AND MEN）
- 1990年 - 稲葉光、タレント、俳優（元MADE、元ジャニーズJr.）
- 1990年 - 片瀬チヲル、小説家
- 1990年 - 須貝茉彩、フリーアナウンサー、リポーター
- 1990年 - 熊谷紗希、サッカー選手
- 1990年 - 村田愛里咲、元フリースタイルスキー選手
- 1990年 - パトリック・ランビー、元ラグビー選手
- 1991年 - 有岡蔵人、俳優
- 1991年 - 本郷杏奈、女優、タレント、元グラビアアイドル
- 1991年 - 新山士彦、お笑いタレント（さや香）
- 1991年 - 畑下由佳、日本テレビアナウンサー
- 1991年 - 岡田久美子、競歩選手
- 1991年 - スタニスラフ・コバリョフ、フィギュアスケート選手
- 1992年 - 内海大輔、俳優
- 1992年 - 宮内ひとみ、女優、歌手（元bump.y）
- 1992年 - 小森未彩、声優、女優、歌手、タレント、実業家、デザイナー
- 1992年 - 戸根千明、プロ野球選手
- 1992年 - 瀬口七海、サッカー選手
- 1992年 - ハンサー・アルベルト、プロ野球選手
- 1993年 - 松本直樹、プロ野球選手
- 1993年 - 森田晋平、俳優、モデル
- 1993年 - 塩顕治、俳優
- 1993年 - 山口夕輝、元アイドル（元NMB48）
- 1994年 - 金澤美穂、女優
- 1994年 - 千田海人、プロサッカー選手
- 1994年 - 土性沙羅、元レスリング選手、2016年リオデジャネイロ五輪金メダリスト
- 1995年 - 岡ほのか、女優、モデル、タレント
- 1995年 - 神崎ユウキ、プロレスラー、俳優
- 1996年 - 小山寛大、プロレスラー
- 1996年 - 小林岩魚、サッカー選手
- 1996年 - 幕内里奈、グラビアアイドル
- 1996年 - 基俊介、俳優、歌手（IMP.、元IMPACTors）
- 1996年 - 朝田淳弥、俳優
- 1997年 - 飯沼ひかる、女優
- 1997年 - 澤邊寧央、俳優
- 1997年 - 森友莉世、声優
- 1997年 - 小森瑠斗、お笑い芸人（ジャンク）
- 1997年 - 久保明日香、アナウンサー
- 1997年 - 太田智樹、陸上選手
- 1997年 - 高橋悠介、テニス選手
- 1997年 - 音咲セリナ、元アイドル（元Ange☆Reve）
- 1999年 - 冴木柚葉、女優、モデル
- 1999年 - 橋本将生、アイドル（timelesz）
- 2000年 - 夢原あこ、アイドル（令和☆フェアリー、元ふぇありーているず!）
- 2000年 - 宮島めい、AV女優
- 2000年 - 土肥圭太、フリークライマー
- 2000年 - 津田貫汰、ラグビー選手
- 2000年 - 相澤佑哉、サッカー選手
- 2001年 - 杉本海斗、ラグビー選手
- 2001年 - 秋元晏斗玲、俳優
- 2001年 - トミー・ドイル、サッカー選手
- 2002年 - 髙寺望夢、プロ野球選手
- 2002年 - 竹山ひすい、タレント
- 2002年 - ゲラ・ドゥエ、フットボール選手
- 2002年 - マクシミリアン・バイアー、フットボール選手
- 2003年 - 鈴木るりか、小説家
- 2003年 - チャーリー・パティーノ、サッカー選手
- 2004年 - 加藤好実、歌手
- 2005年 - 橋田歩果、アイドル（ロージークロニクル）
- 生年不詳 - 華鳥礼良、歌手、ボイストレーナー、元宝塚歌劇団星組
- 生年不詳 - INZ、歌手（元メガマソ、FUZ）
- 生年不詳 - 中川譲、情報学者
- 生年不詳 - 金田陽介、漫画家
- 生年不詳 - 宮坂香帆、漫画家
- 生年不詳 - 大村歌奈、声優
- 生年不詳 - 小田切優衣、声優
- 生年不詳 - 小倉結衣、声優
- 生年不詳 - 萱間円佳、声優
- 生年不詳 - 幸地真作、声優
- 生年不詳 - 真中桂子、声優
- 生年不詳 - 平山未夢、信越放送アナウンサー
- 生年不詳 - 千葉憂紀乃、元アイドル（元HIGH SPIRITS）
- 生年不詳 - 小橋川結子、元アナウンサー

## 忌日

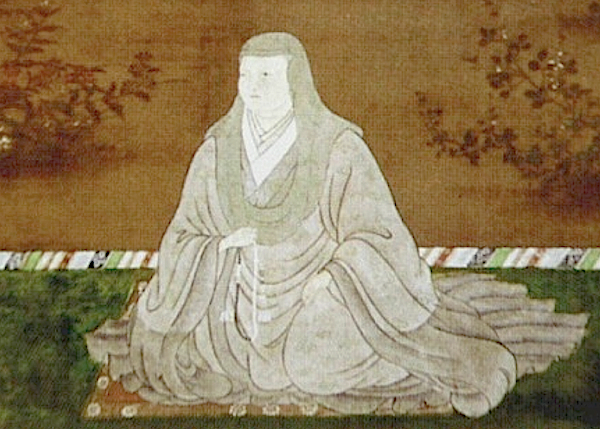
豊臣秀吉の正室、ねねこと高台院(1542-1624)没。

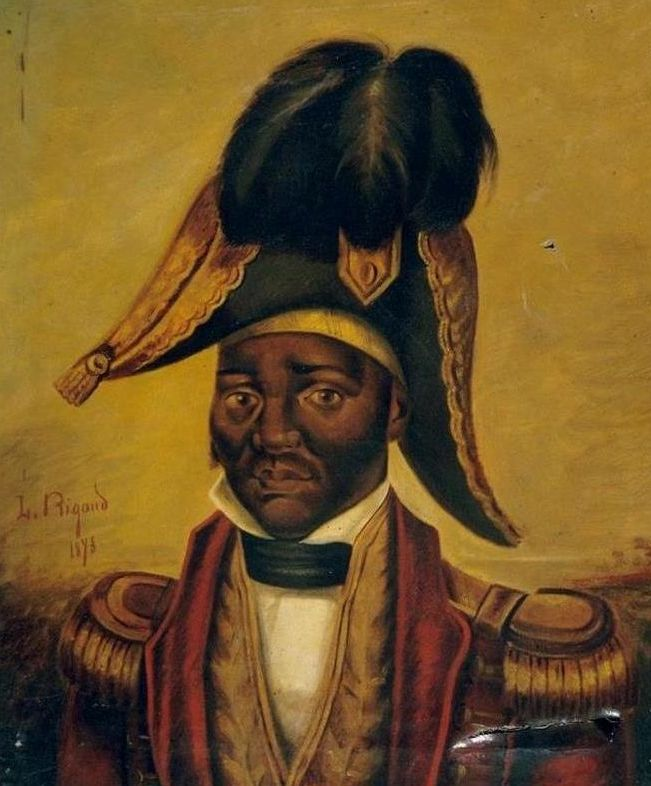
ハイチ皇帝を名乗った独立運動家、ジャン＝ジャック・デサリーヌ(1542-1624)暗殺。

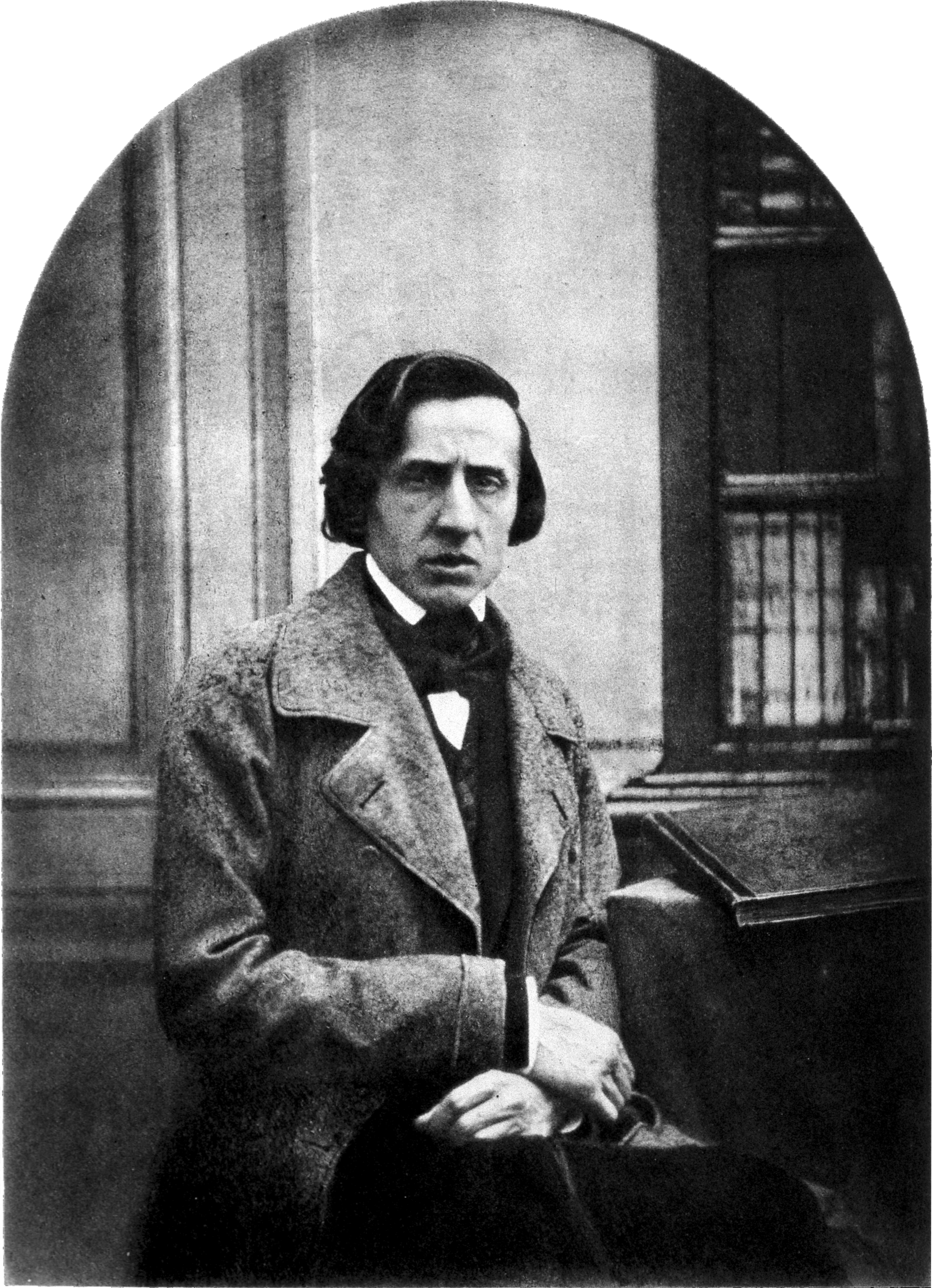
作曲家、ピアニストフレデリック・ショパン(1809または1810-1849)没。

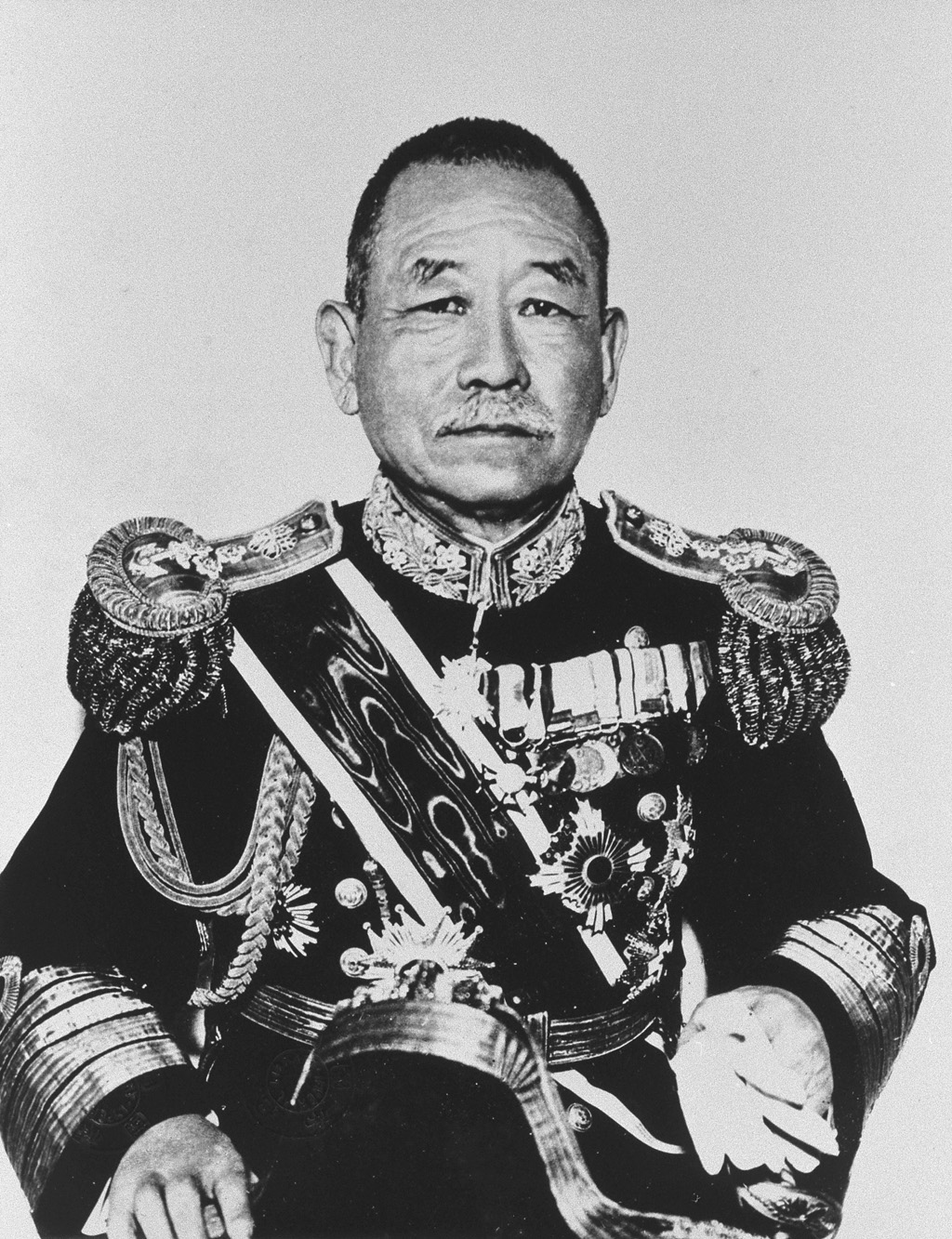
海軍大将、第31代内閣総理大臣岡田啓介(1868-1952)没。

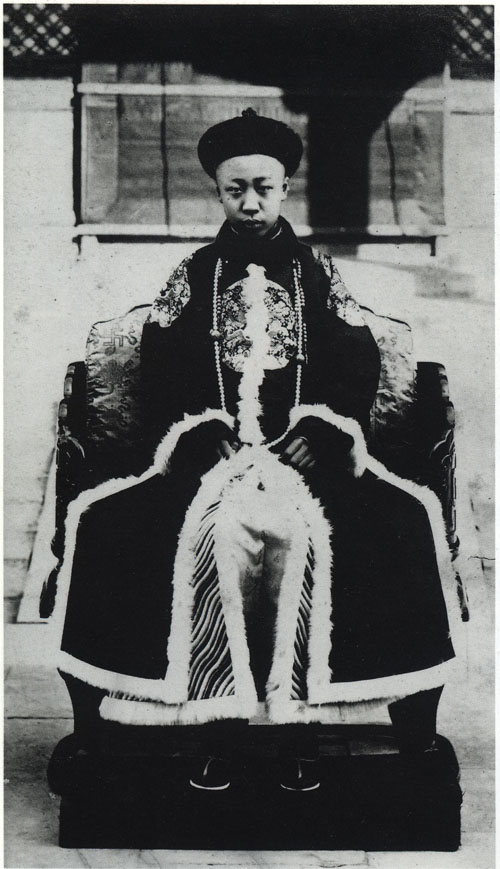
清朝最後の皇帝愛新覚羅溥儀(1906-1967)没。

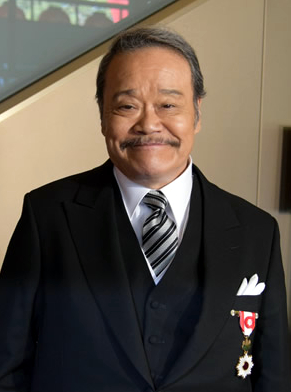
俳優、西田敏行(1947-2024)没。

- 532年 - ボニファティウス2世、ローマ教皇
- 1456年 - ニコラ・グルノン、作曲家（* 1375年頃）
- 1586年 - フィリップ・シドニー、詩人、廷臣、軍人（* 1554年）
- 1624年（寛永元年9月6日） - 高台院（ねね）、豊臣秀吉の正室（* 生年不詳）
- 1757年 - ルネ・レオミュール、科学者（* 1683年）
- 1780年 - ウィリアム・クックワーシー（英語版）、クエーカー教徒牧師、薬剤師（* 1705年）
- 1780年 - ベルナルド・ベッロット、画家（* 1720年）
- 1799年 - ルイ・クロード・カデ・ド・ガシクール、化学者、初めて有機金属を合成（* 1731年）
- 1806年 - ジャン＝ジャック・デサリーヌ、ハイチ皇帝（* 1758年）
- 1836年 - ジョージ・コールマン（英語版）、劇作家、作家（* 1762年）
- 1836年 - オレスト・キプレンスキー、画家（* 1782年）
- 1837年 - ヨハン・ネポムク・フンメル、作曲家（* 1778年）
- 1849年 - フレデリック・ショパン、作曲家（* 1810年）
- 1852年 - アンリ・ドケーヌ、画家（* 1799年）
- 1865年 - ウィリアム・フランシス・リンチ（英語版）、海軍士官（* 1801年）
- 1868年 - ローラ・セコール、カナダの王党派活動家（* 1775年）
- 1877年 - ヨハン・カール・フールロット（英語版）、古人類学者（* 1803年）
- 1887年 - グスタフ・キルヒホフ、物理学者（* 1824年）
- 1907年 - グスタフ・ツォイナー、物理学者、工学者（* 1828年）
- 1909年 - 石塚左玄、医師、薬剤師、食養会設立者（* 1851年）
- 1914年 - テオドール・リップス、哲学者、心理学者（* 1851年）
- 1928年 - フランク・ディックシー、画家、挿絵画家（* 1853年）
- 1931年 - アルフォンス・マリア・ヤコブ（英語版）、神経科医（* 1884年）
- 1934年 - サンティアゴ・ラモン・イ・カハール、神経解剖学者、ノーベル生理学・医学賞受賞者（* 1852年）
- 1934年 - アドルフ・ヘルツェル、画家（* 1853年）
- 1937年 - ジョセフ・ブルース・イズメイ、実業家（* 1862年）
- 1938年 - カール・カウツキー、マルクス主義理論家、政治家（* 1854年）
- 1938年 - 辰野保、陸上競技選手、弁護士、政治家（* 1891年）
- 1943年 - 黒島伝治、小説家（* 1898年）
- 1944年 - ハンス・クラーサ、作曲家（* 1899年）
- 1947年 - アーサー・マスティック・ハイド、ミズーリ州知事、アメリカ合衆国農務長官（* 1877年）
- 1947年 - エルズワース・ハンティントン、地理学者、経済学者（* 1876年）
- 1952年 - 岡田啓介、政治家、第31代内閣総理大臣（* 1868年）
- 1956年 - 玉屋喜章、実業家、政治家、元総武銀行（現千葉銀行）頭取（* 1879年）
- 1958年 - アーサー・ルーミス・ハーモン（英語版）、建築家（* 1878年）
- 1960年 - 中村富十郎、歌舞伎役者（* 1908年）
- 1962年 - ナタリア・ゴンチャロワ、美術家（* 1881年）
- 1962年 - オラフ・ヘンリクセン、プロ野球選手（* 1888年）
- 1963年 - ジャック・アダマール、数学者（* 1865年）
- 1964年 - ピエール・ブリソー、イラストレーター、画家、版画家（* 1885年）
- 1966年 - ヴィーラント・ワーグナー、演出家（* 1917年）
- 1966年 - クレオ・ド・メロード、バレリーナ（* 1875年）
- 1967年 - 愛新覚羅溥儀、清朝最後の皇帝、満州国皇帝（* 1906年）
- 1940年 - ジョージ・デイヴィス、プロ野球選手（* 1870年）
- 1971年 - 伊藤佐喜雄、作家（* 1910年）
- 1972年 - 明本京静、作詞家、作曲家（* 1905年）
- 1973年 - インゲボルク・バッハマン、小説家、詩人（* 1926年）
- 1974年 - 田坂具隆、映画監督（* 1902年）
- 1974年 - 黒尾重明、元プロ野球選手（* 1926年）
- 1976年 - 高田富與、弁護士、政治家、第5代札幌市長（* 1892年）
- 1977年 - 中山健男、憲法学者（* 1910年）
- 1977年 - カル・ハバード、NFL選手、メジャーリーグ審判（* 1900年）
- 1983年 - レイモン・アロン、社会学者（* 1905年）
- 1985年 - ヨーゼフ・ローゼンシュトック、指揮者（* 1895年）
- 1986年 - 鮎川信夫、詩人、評論家、翻訳家（* 1920年）
- 1989年 - 成田友三郎、プロ野球選手（* 1917年）
- 1991年 - 清岡純子、写真家（* 1921年）
- 1996年 - ベルトルト・ゴルトシュミット、作曲家（* 1903年）
- 1997年 - ラリー・ジェニングス、マジシャン（* 1933年）
- 1999年 - 和田春生、労働運動家、政治家（* 1919年）
- 1999年 - 池田実[26]、実業家、フランスベッド創業者（* 1920年）
- 1999年 - 木戸浦隆一、政治家、元北海道函館市長（* 1934年）
- 2000年 - 島成郎、学生運動家、精神科医（* 1931年）
- 2001年 - ジェイ・リビングストン、作曲家（* 1915年）
- 2001年 - ミシュリーヌ・オステルメイヤー、砲丸投げ選手、1948年ロンドン五輪金メダリスト
- 2001年 - レハバム・ゼエビ、軍人、政治家、イスラエル観光相（* 1926年）
- 2002年 - 久野恒一、政治家、医師（* 1936年）
- 2004年 - レイ・ブーン、プロ野球選手（* 1923年）
- 2005年 - 巴金、小説家、翻訳家（* 1904年）
- 2006年 - 伊井義太朗[27]、俳優（* 1912年）
- 2006年 - 町井正登、政治家、元舞鶴市長（* 1923年）
- 2006年 - ダニエル・エミルフォーク、俳優（* 1924年）
- 2006年 - 木村尚三郎、歴史学者（* 1930年）
- 2007年 - ジョーイ・ビショップ、俳優、コメディアン、司会者（* 1918年）
- 2007年 - テレサ・ブリュワー、歌手（* 1931年）
- 2007年 - 湶純江、元陸上競技選手（* 1952年）
- 2009年 - ロザンナ・スキアフィーノ（英語版）、女優（* 1939年）
- 2011年 - 広瀬秀吉、政治家（* 1918年）
- 2011年 - 谷口清太郎、実業家、元名古屋鉄道社長、元名古屋商工会議所会頭（* 1922年）
- 2012年 - エミール・アレー（フランス語版）、アルペンスキー選手
- 2012年 - スタンフォード・ロバート・オブシンスキー、科学者、発明家、エナジー・コンバージョン・デバイセズ創立者（* 1922年）
- 2012年 - カリン・ストルテンベルグ（英語版）、遺伝学者、政治家（* 1931年）
- 2012年 - 若松孝二、映画監督（* 1936年）
- 2012年 - シルビア・クリステル、女優、モデル（* 1952年）
- 2013年 - 田島治子、実業家、サカイ引越センター創業者（* 1941年）
- 2014年 - 江本勝、実業家（* 1943年）
- 2014年 - 中川安奈、女優（* 1965年）
- 2014年 - 奥大介、元サッカー選手（* 1976年）
- 2015年 - ダニエル・ドロルム（英語版）、女優（* 1926年）
- 2015年 - 前田正明、美術史家、武蔵野美術大学名誉教授（* 1932年）
- 2016年 - 和野内崇弘、教育学者、元静修女子大学・静修短期大学学長、元学校法人札幌国際大学理事長（* 1932年）
- 2016年 - 笹るみ子、女優（* 1940年）
- 2017年 - ダニエル・ダリュー、女優（* 1917年）
- 2017年 - 川中なほ子、宗教哲学者（* 1929年）
- 2017年 - ディック・モーリー（英語版）、発明家（* 1932年）
- 2017年 - ゴードン・ダウニー（英語版）、ロックシンガーソングライター、作家、詩人（* 1964年）
- 2018年 - 古川清蔵、元プロ野球選手（* 1922年）
- 2018年 - 田中信夫、声優（* 1935年）
- 2018年 - 冨塚宥暻、政治家、元福島県田村市長、元船引町長（* 1946年）
- 2018年 - 天野有、神学者（* 1955年）
- 2018年 - 辻谷耕史、声優（* 1962年）
- 2019年 - アリシア・アロンソ、バレエダンサー（* 1920年）
- 2019年 - ビル・メイシー、俳優（* 1922年）
- 2019年 - 遠藤洋一郎、実業家、元学習研究社（現学研ホールディングス）社長（* 1942年）
- 2019年 - イライジャ・カミングス、政治家（* 1951年）
- 2020年 - 近藤等則、ジャストランペット奏者（* 1949年）
- 2020年 - 七瀬雪乃、アイドル歌手（てぃんく♪）（* 2002年）
- 2021年 - 花柳千代、日本舞踊家（* 1924年）
- 2021年 - 渡邊和也、コンピュータ技術者（* 1931年）
- 2021年 - 飯島敏宏、演出家、テレビプロデューサー、映画監督、脚本家（* 1932年）
- 2021年 - アーナス・ボーデルセン、小説家（* 1937年）
- 2021年 - 前田五郎、お笑い芸人（コメディNo.1）（* 1942年）
- 2021年 - アフマド・シャー・アフマドザイ、政治家、元アフガニスタン首相代行（* 1943年）
- 2021年 - BADBOY非道、プロレスラー（* 1969年）
- 2022年 - 柴英三郎、脚本家（* 1927年）
- 2022年 - 森中蕃、実業家、馬主、元光証券社長（* 1934年）
- 2022年 - マイケル・ポンティ、ピアニスト（* 1937年）
- 2022年 - 石井冨士夫、元プロゴルファー（* 1940年）
- 2022年 - 池田憲章、特撮研究家、映像評論家、フリーライター、編集者、プロデューサー（* 1955年）
- 2022年 - 鹿野司、サイエンスライター、SF評論家（* 1959年）
- 2023年 - 宮地良彦、物理学者、信州大学元学長（* 1925年）
- 2023年 - 大樋陶冶斎、陶芸家、大樋焼本家十代当主（* 1927年）
- 2023年 - 松田時彦、地質学者、東京大学名誉教授（* 1931年）
- 2023年 - カーラ・ブレイ、ジャズピアニスト、作曲家（* 1936年）
- 2023年 - 東順治、政治家（* 1946年）
- 2023年 - 水城夢子、女優、アイドル（元妄想キャリブレーション、元BYOB）（* 1996年）
- 2024年 - 畑光夫、アメリカ文学者、静岡県立大学名誉教授（* 1928年）
- 2024年 - ミッツィ・ゲイナー、歌手、ダンサー、女優（* 1931年）
- 2024年 - 高階秀爾、美術評論家、西洋美術史家、東京大学名誉教授、元国立西洋美術館館長・大原美術館館長（* 1932年）
- 2024年 - 西田敏行、俳優、歌手、タレント、司会者（* 1947年）
- 2024年 - マヌエル・オクタビオ・ベルムデス、連続殺人犯（* 1961年）

## 記念日・年中行事
- 貧困撲滅のための国際デー
1992年12月の国連総会で制定された国際デー。フランスを拠点とするNGO「国際運動ATD第4世界」の発案により、多くの国でこの日が「極貧に打ち克つための世界デー」となっていることから、国連総会で「貧困撲滅のための国際デー」とすることが宣言された。
- デサリーヌの日（ ハイチ）
ハイチの独立運動指導者ジャン＝ジャック・デサリーヌが1806年に暗殺された日。
- 台湾文化の日（ 台湾）
1921年に蔣渭水らによって台湾文化協会が創設されたのを記念[28]。
- 神嘗祭（ 日本）
天皇が、その年の新穀を天照大神に奉納する祭。1947年までは大祭日であった。
- 貯蓄の日（ 日本）
日本銀行貯蓄増強中央委員会（現在の金融広報中央委員会）が1952年の同委員会発足の際に制定し、翌年から実施。神嘗祭に由来する。
- カラオケ文化の日（ 日本）
全国カラオケ事業者協会が、同協会の設立記念日である10月17日を記念日として制定。
ちなみに1月19日がNHKの制定した「カラオケの日」に、毎年9月の第2土曜日が文部省が提唱した「ファミリーカラオケの日」になっている。
- 沖縄そばの日（ 日本）
1978年のこの日、公正取引協議会により「沖縄そば」の名称の表示が特殊名称として登録許可された[29]。